# لايلي جونز
لايلي جونز (بالإنجليزية: Lyle Jones)‏ هو عالم نفس أمريكي، ولد في 11 مارس 1924 في غراندفيو في الولايات المتحدة، وتوفي في 13 أبريل 2016 في تشابل هيل في الولايات المتحدة.